# Discosoma howesi
Discosoma howesi är en korallart som först beskrevs av William Saville-Kent 1893.  Discosoma howesi ingår i släktet Discosoma och familjen Discosomatidae.
Artens utbredningsområde är Indiska oceanen. Inga underarter finns listade i Catalogue of Life.